# Aleksiej Jonow
Aleksiej Wasiliewicz Jonow, ros. Алексей Васильевич Ионов (ur. 29 marca 1907 w Dźwińsku, zm. 4 lutego 1977 w Burlingame) – emigracyjny duchowny, działacz i publicysta prawosławny

## Życiorys
Po wywalczeniu przez Łotwę niepodległości w 1920 r., A. W. Jonow zamieszkał w tym kraju. W latach 1927–1929 studiował na uniwersytecie w Dyneburgu. Działał w Rosyjskim Studenckim Ruchu Chrześcijańskim. Po zakończeniu studiów postanowił zostać duchownym prawosławnym. W tym celu ukończył Prawosławny Instytut Teologiczny Św. Sergiusza z Radoneża w Paryżu. Po powrocie na Łotwę 30 października 1932 r. został diakonem, a następnie kapłanem. Od końca grudnia 1933 r. sprawował posługę kapłańską w cerkwi Zaśnięcia Matki Bożej w Aksionowej Gorze. We wrześniu 1937 r. przeniesiono go do cerkwi Św. Aleksandra Newskiego w Rydze. Po zajęciu Łotwy przez wojska niemieckie latem 1941 r., wszedł w skład Pskowskiej Misji Prawosławnej, działającej w północno-zachodniej części okupowanych terenów ZSRR. Prawdopodobnie w czerwcu 1942 r. stanął na czele struktur misyjnych w okręgu ostrowskim, pełniąc tę funkcję do maja 1943 r. Następnie został proboszczem cerkwi św. Atanazego w Gdowie. Od czerwca tego roku stał na czele struktur misyjnych w okręgu gdowskim. Jednocześnie od końca sierpnia był protojerejem cerkwi św. Warłaama w Pskowie. Pisał artykuły do organu prasowego misji "Prawosławny Chrześcijanin". W lutym 1944 r. ewakuował się do Niemiec. Wstąpił do Rosyjskiego Ruchu Wyzwoleńczego gen. Aleksandra A. Własowa. Pełnił posługę kapłańską w obozie dla przesiedleńców z terenów ZSRR w rejonie Salzburga. Po zakończeniu wojny uniknął deportacji do Związku Radzieckiego. Pod koniec lat 40. wyjechał do USA, gdzie objął probostwo cerkwi Kazańskiej Ikony Matki Bożej w Sea Cliff. W 1954 r. opublikował wspomnienia z okresu okupacji niemieckiej w emigracyjnym piśmie "По стопам Христа". Po 1970 r. przeszedł pod zwierzchnictwo Rosyjskiej Cerkwi Prawosławnej poza granicami Rosji. Skierowano go do cerkwi Wszystkich Świętych w Burlingame.